# Викторовка (Приазовский район)
Викторовка (укр. Вікторівка) — село,
Дунаевский сельский совет,
Приазовский район,
Запорожская область,
Украина.
Код КОАТУУ — 2324583003. Население по переписи 2001 года составляло 69 человек.

## Географическое положение
Село Викторовка находится в 2,5 км от Молочного лимана, 
на расстоянии в 3,5 км от села Дунаевка.

## История
- 1910 год — дата основания.
- В 2022 году, во время вторжения России на Украину, село было захвачено. На данный момент находится под оккупацией ВС РФ.